# カーティス・ウィルバー (ミサイル駆逐艦)
| USS Curtis Wilbur | |
| 艦歴              | |
| 発注              | 1988年12月13日                                                                                             |
| 起工              | 1991年3月12日                                                                                              |
| 進水              | 1992年5月16日                                                                                              |
| 就役              | 1994年3月19日                                                                                              |
| 退役              | |
| その後            | 就役中 |
| 要目              | |
| 排水量            | 満載: 8,362 トン                                                                                           |
| 全長              | 153.9 m (505 ft)                                                                                           |
| 全幅              | 20.1 m (66 ft)                                                                                             |
| 吃水              | 9.4 m (31 ft)                                                                                              |
| 機関              | COGAG方式                                                                                                  |
| 機関              | LM 2500-30ガスタービンエンジン (27,000shp) ×4基                                                            |
| 機関              | 可変ピッチプロペラ（5翅）×2軸                                                                              |
| 最大速            | 31ノット                                                                                                   |
| 航続距離          | 4,400 海里（20ノット時）                                                                                   |
| 乗員              | 士官、兵員 337名                                                                                           |
| 兵装              | Mk.45 mod.2 5インチ単装砲 ×1基                                                                             |
| 兵装              | Mk.38 25mm単装機関砲 ×2基                                                                                  |
| 兵装              | Mk.15 20mmCIWS×2基                                                                                         |
| 兵装              | M2 12.7mm機銃 ×4挺                                                                                         |
| 兵装              | Mk.41 mod.2 VLS ×90セル - SM-2MR/ER SAM - SM-3 ABM - ESSM 短SAM - VLA SUM - トマホーク SLCM などを発射可能 |
| 兵装              | ハープーンSSM 4連装発射筒×2基                                                                              |
| 兵装              | Mk.32 3連装短魚雷発射管×2基                                                                                |
| 艦載機            | ヘリコプター甲板のみ, 格納庫なし                                                                           |
| C4ISTAR           | AWS B/L 5 (Mk.99 GMFCS×3基)                                                                                |
| C4ISTAR           | AN/SQQ-89                                                                                                  |
| センサ            | AN/SPY-1D 多機能レーダー×4面                                                                               |
| センサ            | AN/SPS-67 対水上レーダー×1基                                                                               |
| センサ            | AN/SQS-53C艦首装備ソナー                                                                                   |
| センサ            | AN/SQR-19 曳航ソナー                                                                                       |
| 電子戦            | AN/SLQ-32(V)2 ESM装置                                                                                      |
| 電子戦            | Mk.36 mod.12 デコイ発射装置                                                                                |
| モットー          | Prudens Potens Patria (Judicious Power for Country)                                                        |

カーティス・ウィルバー (英語: USS Curtis Wilbur, DDG-54) は、アメリカ海軍のアーレイ・バーク級ミサイル駆逐艦の4番艦。ミサイル防衛対応艦船。艦名はカーティス・ウィルバー（カルビン・クーリッジ大統領の下の第43代海軍長官）に因む。

## 艦歴
カーティス・ウィルバーはメイン州バスのバス鉄工所で1991年3月12日に起工、1994年3月19日にカリフォルニア州ロングビーチで就役した。就役式典では海軍長官ジョン・H・ドルトンが演説を行った。
1994年夏、カーティス・ウィルバーは環太平洋合同演習「リムパック'94」に参加。同演習には30隻以上の艦艇、多くの潜水艦、地上基地及び航空母艦から多数の航空機が参加した。この演習中にカーティス・ウィルバーは防空コーディネイターとしての任務を行なった。さらにその夏、検査及び調査、最終公試によって評価が行われた。
1994年10月、カーティス・ウィルバーは女性乗組員を乗艦させる初のイージス艦となった。
カーティス・ウィルバーは1995年7月31日に西太平洋に配属され、ペルシャ湾に向けて出航する。アメリカ海軍中央コマンドで展開した一方、オペレーション・サザンウォッチおよびヴィジラント・センチネルを支援した。同作戦参加時にカーティス・ウィルバーは航空戦、対地上戦、海中戦、および攻撃指揮艦を務めた。さらにイラクに対する国連制裁を支援する第5艦隊特別遠征対策本部の一部となった。
1996年9月、カーティス・ウィルバーはサンディエゴから日本の横須賀へ母港を移し、第7艦隊に加わった。日本への到着に際してカーティス・ウィルバーは最終評価期間においてテーラード・シップス・トレーニング・アヴァイラビリティ IIおよびIIIを完了した。
1997年2月15日に空母インディペンデンス戦闘集団に配属され、タンデム・トラスト'97とコブラ・ゴールドの両演習に参加した。この演習でカーティス・ウィルバーは航空戦指揮艦を務めた。
1997年の残りはジャヴェリン・メーカー、ミサイレックス 97-4、ASWEX 97-6JA、HARMEX 97-2, ANNUALEX 09G、コンピューテックスといった第7艦隊の各演習に参加する。カーティス・ウィルバーはその「艦隊への貢献」で1997年の Destroyer Squadron Fifteen Battle Efficiency Winner に選出された。
2001年10月1日、カーティス・ウィルバーは新たな配備のため横須賀を出航した。空母キティホーク打撃群に配属され、ペルシャ湾での不朽の自由作戦に従事する。その後10ヶ月に及ぶ港湾訪問を開始、12月13日から15日までタイ王国のプーケットを訪問し、12月23日には横須賀に帰港した。
2002年2月初めにカーティス・ウィルバーは横須賀を拠点とする米海軍のオブライエン (USS O'Brien, DD-975)、カウペンス (USS Cowpens, CG-63)、ジョン・S・マケイン (USS John S. McCain, DDG-56)、チャンセラーズビル (USS Chancellorsville, CG-62)、カッシング (USS Cushing, DD-985)、ヴァンデグリフト (USS Vandegrift, FFG-48)、ゲイリー (USS Gary, FFG-51)、佐世保を拠点とするエセックス (USS Essex, LHD-2)、給油艦ジョン・エリクソン (USNS John Ericsson, T-AO-194)、海上自衛隊の補給艦さがみ (JDS Sagami, AOE-421) と共にミサイレックス 02 に参加した。同演習は2月7日から8日にかけて沖縄諸島近海で行われ、エリクソンとさがみを除く全艦艇が対艦ミサイル防御訓練を行った。訓練に先立ち、さがみが数隻に海上補給をした。
また、カーティス・ウィルバーは2004年8月にベトナムのダナンに入港。ベトナム戦争後の1976年以来、同港に入港した初のアメリカ海軍艦艇となった。
2011年3月、カーティス・ウィルバーは空母ロナルド・レーガン (USS Ronald Reagan, CVN-76) と共に東北地方太平洋沖地震（東日本大震災）で被災した日本の支援に派遣された。この支援活動の際、福島第一原子力発電所事故によって漏出した放射線に被曝した。「トモダチ作戦」も参照。
2019年3月24日、台湾海峡通過をアメリカ沿岸警備隊のバーソルフとともに実施した。
2021年2月24日と同年5月18日にも台湾海峡を通過した。同年5月20日には中華人民共和国が実効支配するパラセル諸島（西沙諸島）付近で「航行の自由」作戦を実施。中国は「領海侵犯」と非難し、南部戦区の艦艇と航空機が追跡・監視したと発表した。
同年8月18日、母港である横須賀基地から新たにサンディエゴへ転属となるため日本を離れた。実に25年間に渡る活動であった。本国帰国後は第3艦隊所属艦となる予定である 。